# Elezioni presidenziali in Corea del Sud del 2017
Le elezioni presidenziali in Corea del Sud del 2017 si tennero il 9 maggio e videro la vittoria al primo turno di Moon Jae-in.

## Antefatto
Le elezioni presidenziali erano inizialmente previste per il mese di dicembre ma furono anticipate dopo la decisione del 10 marzo 2017 della Corte Costituzionale di ritenere legittimo l'impeachment della presidente Park Geun-hye deciso dal Parlamento. Nel frattempo, il Primo Ministro Hwang Kyo-ahn ha assunto ad interim la carica di Presidente fino alla data delle elezioni. Il Presidente ad interim Hwang ha dichiarato la sua volontà di non candidarsi per un mandato pieno alle elezioni.

## Candidati

### Partito Democratico di Corea
Il candidato del Partito Democratico di Corea (o Partito Minju) è stato determinato con delle primarie aperte ai cittadini registratisi per votare dal 15 febbraio al 9 marzo e dal 12 al 21 marzo. Complessivamente 2.144.840 persone si sono registrate, il più alto numero per un'elezione primaria nella storia della Corea.  Le primarie si sono svolte dal 22 marzo al 3 aprile e hanno visto la partecipazione di 1.642.640 elettori (il 71,6% dei registrati) e hanno visto la vittoria di Moon Jae-in, ex leader del partito, membro dell'Assemblea Nazionale e candidato sconfitto alle elezioni presidenziali del 2012. 

### Partito della Libertà di Corea
Il candidato del Partito della Libertà di Corea è stato deciso con una combinazione dei risultati di un sondaggio di opinione condotto tra il 30 e il 31 marzo e quelli del voto dei delegati del partito alla convention del 31 marzo. Il vincitore è stato Hong Jun-pyo, governatore della provincia del Gyeongsang Meridionale.

### Partito Nazionale
Il candidato del Partito Nazionale (o Partito Gungminui) è stato deciso con una media pesata dei risultati di un sondaggio di opinione condotto tra il 4 e il 5 aprile (20%) e quelli delle primarie aperte condotte dal 25 marzo al 4 aprile (80%). Il vincitore è stato Ahn Cheol-soo, ex co-leader del partito, membro dell'Assemblea Nazionale, candidato poi ritiratosi nelle elezioni presidenziali del 2012 e fondatore dell'azienda AhnLab, Inc.

### Partito della Destra
Il candidato del Partito della Destra (o Partito Bareun) è stato deciso con una media pesata dei risultati dei voti di una commissione di valutazione basati su 4 dibattiti tenutisi in diverse regioni del Paese (40%), di quelli del voto dei membri del partito (30%) e di quelli di un sondaggio di opinione pubblico (30%). Il vincitore è stato Yoo Seung-min, membro dell'Assemblea Nazionale in rappresentanza di Taegu.

### Partito della Giustizia
Il candidato del Partito della Giustizia (o Partito Jeongui) è stato deciso attraverso il voto dei membri del partito. La vincitrice è stata Sim Sang-jung, leader del partito e membro dell'Assemblea Nazionale in rappresentanza di Goyang.

## Risultati
| Moon Jae-in     | Partito Democratico di Corea        | 13 423 800 | 41,09 |  |  |  |  |  |
| Hong Jun-pyo    | Partito della Libertà di Corea      | 7 852 849  | 24,04 |  |  |  |  |  |
| Ahn Cheol-soo   | Partito Nazionale                   | 6 998 342  | 21,42 |  |  |  |  |  |
| Yoo Seong-min   | Partito della Destra                | 2 208 771  | 6,76  |  |  |  |  |  |
| Sim Sang-jung   | Partito della Giustizia             | 2 017 458  | 6,17  |  |  |  |  |  |
| Cho Won-jin     | Partito Saenuri                     | 42 949     | 0,13  |  |  |  |  |  |
| Kim Min-chan    | Indipendente                        | 33 990     | 0,10  |  |  |  |  |  |
| Kim Sun-dong    | Partito Unito del Popolo            | 27 229     | 0,08  |  |  |  |  |  |
| Chang Sŏng-min  | Grande Partito dell'Unità Nazionale | 21 709     | 0,07  |  |  |  |  |  |
| Yoon Hong-sik   | Partito Hongik                      | 18 543     | 0,06  |  |  |  |  |  |
| Lee Kyung-hee   | Partito Nazionalista Coreano        | 11 355     | 0,03  |  |  |  |  |  |
| Lee Jae-oh      | Partito Corea Sempreverde           | 9 140      | 0,03  |  |  |  |  |  |
| Oh Young-guk    | Partito dei Patrioti Economici      | 6 040      | 0,02  |  |  |  |  |  |
| Totale          | Totale                              | 32 672 175 | 100   |  |  |  |  |  |
|                 |                                     |            |       |  |  |  |  |  |
| Voti non validi | Voti non validi                     | 135 733    | 0,41  |  |  |  |  |  |
| Votanti         | Votanti                             | 32 807 908 | 77,23 |  |  |  |  |  |
| Elettori        | Elettori                            | 42 479 710 |       |  |  |  |  |  |